# Navid Negahban
Navid Negahban (Tiếng Ba Tư: نوید نگهبان; sinh ngày 2 tháng 6 năm 1968) là một diễn viên người Mỹ gốc Iran. Anh ấy đã xuất hiện trên 24, Homeland, Mistresses và với vai Amahl Farouk / Shadow King trong mùa thứ hai và thứ ba của FX's Legion. Anh ấy cũng đã đóng vai The Sultan trong bản làm lại người thật đóng của Aladdin.